# IGA U.S. Indoor Championships 1999 - Doppio
Il doppio dell'IGA U.S. Indoor Championships 1999 è stato un torneo di tennis facente parte del WTA Tour 1999.
Serena Williams e Venus Williams erano le detentrici del titolo, ma quest'anno non hanno partecipato.
Lisa Raymond e Rennae Stubbs hanno battuto in finale 6–3, 6–4 Amanda Coetzer e Jessica Steck.

## Teste di serie
1. Lisa Raymond /  Rennae Stubbs (campionesse)
2. Mariaan de Swardt /  Anna Kurnikova (semifinali)
3. Katrina Adams /  Debbie Graham (primo turno)
4. Kristine Kunce /  Kimberly Po (quarti di finale)

## Tabellone

### Legenda
| - Q = Qualificato - WC = Wild card - LL = Lucky loser | - ALT = Alternate - SE = Special Exempt - PR = Protected Ranking | - w/o = Walkover - r = Ritirato - d = Squalificato |